# Ayrton Luis Ganino
Ayrton Luis Ganino, mais conhecido como Ayrton (Piracicaba, 19 de abril de 1985), é um ex-futebolista brasileiro que atuava como lateral-direito. 

## Carreira

### Palmeiras
No dia 10 de outubro de 2012, o vice-presidente do Palmeiras, Roberto Frizzo confirmou o acerto com Ayrton, mas não deu detalhes do contrato e nem o valor da negociação, o Palmeiras tinha interesse no jogador desde quando Felipão estava no comando. Existia o direito de compra do Coritiba, mas o Palmeiras já tinha um acordo com Ayrton, que chegou ao clube paulista em 2013 para a disputa do Campeonato Paulista e da Taça Libertadores da América.

### Vitória
Pouco aproveitado no Palmeiras, Ayrton acabou sendo emprestado pelo clube paulista ao Vitória, inicialmente até o fim do ano de 2013. Com um bom desempenho que agradou ao treinador Ney Franco, teve seu empréstimo renovado por mais um ano. Após o final da temporada 2014, retornou ao Palmeiras.

### Flamengo
No dia 11 de junho de 2015, o Flamengo anunciou a contratação do lateral para a disputa do Campeonato Brasileiro.
Seu primeiro gol pelo clube aconteceu em seu nono jogo vestindo a camisa rubro-negra. No dia 4 de outubro de 2015, na partida contra o Joinville, no Maracanã, aos 11 minutos da segunda etapa, Ayrton acertou o ângulo do goleiro Agenor, numa linda cobrança de falta. Ayrton estava a 23, 7 metros da linha de gol, e seu chute atingiu a velocidade de 76, 9 km/h. Segundo o próprio Ayrton, este "foi um dos gols mais bonitos que ele fez na carreira"
Seu gol concorreu ao mais bonito da 29ª rodada do Campeonato Brasileiro, em enquete realizada pelo programa "É Gol!!!", do SporTV.

### CRB
Em dezembro de 2017, a equipe do galo anuncia Ayrton como seu novo reforço para a temporada 2018. Logo em sua estreia teve uma boa atuação e mostrou sua qualidade em jogadas de bola parada ao marcar um gol de falta na vitória sobre o Treze pela 1° rodada da Copa do Nordeste. Voltou a marcar de falta na partida de ida da semifinal do Campeonato Alagoano 2018 na vitória sobre o Coruripe por 2x1.

## Títulos
Paraná
- Campeonato Paranaense: 2006

Iraty
- Campeonato Paranaense do Interior: 2010

Londrina
- Campeonato Paranaense - Segunda Divisão: 2011

Palmeiras
- Campeonato Brasileiro - Série B: 2013

Paysandu
- Campeonato Paraense: 2017

## Prêmios individuais
- Seleção do Campeonato Baiano: 2014